# Дросте, Себастьян
Себастьян Дросте (1892—1927) — поэт, актёр и танцовщик, связанный с подпольными субкультурами Берлина 1920-х годов.

## Актёрская деятельность
В 1922 году в Будапеште Себастьян Дростэ женился на экспрессионистской экзотической танцовщице и актрисе немецких немых фильмов по имени Анита Бербер. Незадолго до этого пара шокировала публику, представив в Вене свою совместную программу, в которой они танцевали обнажёнными. Популярность шоу была значительной: лишь, когда вмешались венские блюстители нравственности, скандальная пара перебралась в Венгрию. Вместе с Дростэ они исполнили фантазии с такими названиями, как Самоубийство, Морфий, Сумасшедший дом, Труп на секционном столе и Ночь Борджиа. Некоторые из этих представлений вдохновили режиссёров-экспрессионистов на создание фильмов.
Так или иначе в кино появились также сами танцоры: в период расцвета Дростэ был приглашён для работы в немом фильме «Алголь» (1920). В 1923 году он блеснул в короткой документальной картине «Пляски ужаса, порока и экстаза» (Tänze des Grauens, des Lasters und der Ekstase. Режиссёр — Fritz Freisler, 1923).

## Признание в мире поэзии
В 1923 году Дростэ и Бербер опубликовали книгу стихов, фотографий и рисунков под названием «Die Tänze des Lasters, des Grauens und der Ekstase» («Пляски порока, ужаса и восторга»), основанные на их одноимённых постановках. Раскрывая в полном объёме экспрессионизм в поэзии, книга предлагает взглянуть на тоску и цинизм, затеняющие творческое и личное существование. Став своеобразным итогом большого творческого периода, публикация книги завершила не только творческий союз, но и брак Дростэ: когда пара вернулась в Берлин, случился новый скандал — кокаинист Дростэ, совершил кражу, чтобы раздобыть денег на наркотики, и бежал от расплаты в Америку. В том же году Анита аннулировала их брак.

## Последние годы
В США Дростэ встретили, как звезду. Он сразу же получил приглашение на участие в съёмках фильма «Путь» (The Way, 1929), который задумал фотограф и режиссёр Фрэнсис Брюгье, известный своими экспериментами с двойной экспозицией. Несмотря на интерес к артисту со стороны американской публики, этот период жизни Дростэ был омрачен его усугублявшейся депрессией и проблемами со здоровьем. Картина «Путь» так и не была завершена из-за смерти Себастьяна Дростэ, но многие фотографии созданные перед началом съёмок говорят о том, что фильм продолжил экспрессионистскую традицию, присущую всему творчеству немецкого артиста.